# Каллон из Эпидавра
Каллон из Эпидавра (имя при рождении Калло) — интерсекс-человек, живший во II веке до н. э., о жизни которого известно из трудов Диодора Сицилийского. Медицинские процедуры, которым он подвергся, являются первым зарегистрированным примером хирургической коррекции пола.

## Биография
Каллон родился в Эпидавре в Греции во второй половине II века до нашей эры. Сведения о жизни Каллона, появляются в «Исторической библиотеки», сочинении древнегреческого историка Диодором Сицилийским. При рождении Каллон был записан женщиной и был сиротой. Был вынужден выйти замуж, «по достижении совершеннолетия», и прожил со своим мужем два года. Лаура Пфунтер интерпретирует возраст Каллона до брака как «предпубертатный». По сведениям Диодора Сицилийского до замужества Каллон был жрицей.
Хотя мало что известно о супружеской жизни Каллона, Диодор Сицилийский писал, что Каллон был «неспособен к естественным Объятиям как Женщина» и был вынужден «терпеть то, что было неестественным». Записи Диодора Сицилийского сообщают, что во времена замужества у Каллона обнаружилась опухоль в паху, которая стала заметной и болезненной, но врачи не могли ничем помочь. Однако, в конце концов, один врач согласился помочь и разрезал опухоль; из опухоли «торчали половые органы, а именно яички и неперфорированный половой член». Затем врач открыл головку полового члена и проделал проход для уретры, а затем сшил рану. Он взял за свои услуги вдвое большую сумму, так как он «принял женщину-инвалида и превратил ее в здорового молодого человека».
После этой операции Каллон изменил свое имя с Калло на Каллона и начал жить как мужчина. После перехода Каллон предстал перед судом, так как до перехода он был свидетелем религиозных ритуалов, которые предназначались исключительно для женщин.

## Историография
В 2015 году было высказано предположение, что состояние Каллона могло быть вызвано мужским псевдогермафродитизмом. Операция, которую он перенес, является первой зарегистрированной хирургической коррекцией пола и мало отличается от современных методик. Ребекка Лэнглендс отмечает медицинское значение того, как сообщается о переходе Каллона. Для Люка Бриссона андрогинность Каллона, а также Диофанта из Абы — естественное явление, которое можно решить хирургическим вмешательством. Шон Тугер отмечает, что жизни Каллона и Диофанта встречаются «в контексте эллинистического востока».